# 米卡·科伊维斯托
米卡·科伊维斯托（芬蘭語：Miika Koivisto，1990年7月20日—），芬兰男子冰球运动员，场上位置是后卫。他曾代表芬兰国家队参加2018年冬季奥林匹克运动会冰球比赛，获得第六名。